# Athlītikos Syllogos Arīs Thessalonikīs 2007-2008 (pallacanestro maschile)
Questa voce raccoglie le informazioni riguardanti l'A.S. Arīs Thessalonikīs B.C. nelle competizioni ufficiali della stagione 2007-2008.

## Stagione
La stagione 2007-2008 dell'Arīs Thessalonikīs è la 54ª nel massimo campionato greco di pallacanestro, l'A1 Ethniki.

## Roster
Aggiornato al 18 luglio 2020.
| Arīs TT Bank 2007-08 | Arīs TT Bank 2007-08 |
| Giocatori            | Staff tecnico        |
| -------------------- | -------------------- |

| N. | Naz.                                                     | Ruolo | Nome                 | Anno | Alt.   | Peso   |  |
| -- | -------------------------------------------------------- | ----- | -------------------- | ---- | ------ | ------ |  |
| 4  | Stati Uniti (bandiera) · Bosnia ed Erzegovina (bandiera) | P     | Terrel Castle        | 1972 | 183 cm | 82 kg  |  |
| 5  | Stati Uniti (bandiera)                                   | A     | Reyshawn Terry       | 1984 | 203 cm | 105 kg |  |
| 7  | Lituania (bandiera)                                      | AP    | Simonas Serapinas    | 1982 | 198 cm | 92 kg  |  |
| 8  | Stati Uniti (bandiera)                                   | G     | Bracey Wright        | 1984 | 191 cm | 95 kg  |  |
| 9  | Grecia (bandiera)                                        | P     | Giōrgos Kalaitzīs    | 1976 | 195 cm | 96 kg  |  |
| 10 | Grecia (bandiera)                                        | PG    | Savas Iliadīs        | 1979 | 192 cm | 91 kg  |  |
| 11 | Georgia (bandiera)                                       | AG    | Vladimer Boisa       | 1981 | 205 cm | 103 kg |  |
| 12 | Grecia (bandiera)                                        | C     | Gaios Skordilīs      | 1987 | 208 cm | 125 kg |  |
| 13 | Finlandia (bandiera)                                     | AC    | Hanno Möttölä        | 1976 | 209 cm | 108 kg |  |
| 14 | Stati Uniti (bandiera)                                   | AC    | Jeremiah Massey      | 1982 | 202 cm | 107 kg |  |
| 15 | Grecia (bandiera)                                        | C     | Lazaros Agadakos     | 1980 | 208 cm | 113 kg |  |
| 16 | Grecia (bandiera)                                        | GA    | Dīmītrīs Tsaldarīs   | 1980 | 196 cm | 95 kg  |  |
| 17 | Grecia (bandiera)                                        | P     | Spyros Panteliadīs   | 1977 | 191 cm |        |  |
| 18 | Grecia (bandiera)                                        | AP    | Dīmītrīs Karadolamīs | 1987 | 204 cm | 90 kg  |  |
| 19 | Grecia (bandiera)                                        | AC    | Michalīs Tsairelīs   | 1988 | 206 cm | 110 kg |  |
| 20 | Stati Uniti (bandiera) · Macedonia del Nord (bandiera)   | PG    | Darius Washington    | 1985 | 186 cm | 88 kg  |  |

| Allenatore                                                     |
| - / Gordon Herbert                                             |
| Assistente/i                                                   |
| - Nessuno Legenda - (C) Capitano - (IN) Inattivo - Infortunato |

## Mercato

### Sessione estiva
| Acquisti | Acquisti             | Acquisti            | Acquisti   | Acquisti |
| R.       | Nome                 | da                  | Modalità   |          |
| -------- | -------------------- | ------------------- | ---------- | -------- |
| G        | Bracey Wright        | Minnesota T'wolves  | definitivo |          |
| AP       | Dīmītrīs Karadolamīs | Makedonikos         | definitivo |          |
| AC       | Hanno Möttölä        | Žalgiris Kaunas     | definitivo |          |
| A        | Reyshawn Terry       | N. Carol. Tar Heels | definitivo |          |
| C        | Lazaros Agadakos     | PAOK Salonicco      | definitivo |          |

| Cessioni | Cessioni             | Cessioni          | Cessioni       | Cessioni |
| R.       | Nome                 | a                 | Modalità       |          |
| -------- | -------------------- | ----------------- | -------------- | -------- |
| G        | Alex Scales          | VVS Samara        | fine contratto |          |
| AG       | Mike Wilkinson       | Chimki            | fine contratto |          |
| C        | Kevin Fletcher       | Universitet-Jugra | fine contratto |          |
| C        | Panagiōtīs Karavanas | A.E. Larissa      | fine contratto |          |
| AC       | Giannīs Giannoulīs   | Paniōnios         | fine contratto |          |
| A        | Giōrgos Sigalas      |                   | ritirato       |          |
| P        | Marios Matalōn       | Kolossos Rodi     | fine contratto |          |

### Dopo l'inizio della stagione
| Acquisti | Acquisti          | Acquisti          | Acquisti       | Acquisti   |
| R.       | Nome              | da                | Data           | Modalità   |
| -------- | ----------------- | ----------------- | -------------- | ---------- |
| AG       | Vladimer Boisa    | Spartak Primor'e  | 3 gennaio 2009 | definitivo |
| PG       | Darius Washington | San Antonio Spurs | 5 gennaio 2008 | definitivo |

| Cessioni | Cessioni          | Cessioni | Cessioni        | Cessioni    |
| R.       | Nome              | a        | Data            | Modalità    |
| -------- | ----------------- | -------- | --------------- | ----------- |
| AP       | Simonas Serapinas | Sopot    | 20 gennaio 2008 | rescissione |
| P        | Terrel Castle     | Málaga   | 9 febbraio 2008 | rescissione |